# Харленський Ян Миколайович
Ян Миколайович Харленський (пол. Harleński, Charleński Jan) (1557(?) — 1624) — підкоморій луцький (1585—1617), суддя каптурового суду Волинського воєводства (1578), посол на конвокаційний сейм 1578, депутат Люблінського коронного трибуналу (1589), каштелян брацлавський (1618—1624)..

## Походження
Ян — перший представник роду Харленських, народжений на Волині, син Миколая Харленського — луцького підкоморія.
Завдяки важливим родинним зв'язкам та успішній кар'єрі свого батька цій особі вдалося влитися в місцеве шляхетське коло, стати для нього «впізнаваною особою».
Стартом власної кар'єри Яна стала придворна королівська служба, що розпочалася на варшавському дворі і продовжилася при дворі Габсбургів. Разом із батьком та братом Ян брав участь у московських походах Стефана Баторія 1580—1581 р., де певно проявив себе добрим воякою, що додатково підвищило його авторитет.
Наступною сходинкою в кар'єрі Харленського стало обіймання ним від 1582 року уряду луцького підкоморія. Окрім того, у 1590—1595 рр. Ян був поборцею мит Київського, Волинського і Брацлавського воєводств, завдяки чому Харленському вдалося суттєво збільшити свої доходи. А після одруження з Євою Миколаєвою Семашківною внаслідок родинних домовленостей він отримує в держання ще й луцьке війтівство, яке не зобов'язувало його постійно перебувати у Луцьку та займатися справами міської громади. До прерогатив війта на той момент належав збір певних податків та «плат» на свою користь.